# Federico I di Brunswick-Wolfenbüttel
Federico I di Brunswick-Wolfenbüttel (1357 circa – Kleinenglis, 1400) fu duca di Brunswick-Lüneburg, governando sul principato di Wolfenbüttel.

## Biografia
Federico era il figlio primogenito del duca Magnus II di Brunswick-Lüneburg, principe di Wolfenbüttel, e di sua moglie Caterina di Anhalt-Bernburg. Poiché era ancora giovane alla morte del padre nel 1373, fu sotto la tutela di Ottone I di Brunswick-Göttingen fino al 1381, quando fu finalmente dichiarato maggiorenne. Come suo padre, fu coinvolto nella Guerra di successione di Lüneburg, a cui tentò di porre fine insieme ai suoi fratelli nel 1373, con un trattato con gli Ascanidi di Sassonia-Wittenberg. Secondo questo trattato, il dominio sul Principato di Lüneburg si sarebbe alternato tra le due famiglie. Il trattato però non risolse tutte le controversie, provocando la riapertura del conflitto. Alla fine prevalsero Federico e i suoi fratelli, che conquistarono Lüneburg nel 1388.
Nel maggio 1400, Federico prese parte all'assemblea dei Principi elettori del Sacro Romano Impero, a Francoforte, per discutere sulla deposizione del re Venceslao di Lussemburgo. Secondo alcune fonti, il cognato di Federico, Rodolfo III di Sassonia-Wittenberg, propose la sua elezione ad anti-re, con l'appoggio di alcuni principi. Alla fine, però, gli elettori decisero di sostenere Roberto del Palatinato, perciò il duca guelfo dovette abbandonare l'assemblea. Gli storici contemporanei sono in disaccordo riguardo alla possibilità di un'eventuale elezione di Federico e, poiché non ne sussiste alcuna prova documentale, la sua stessa candidatura è dubbia. Il re Venceslao fu dichiarato deposto il 20 agosto 1400 e Roberto fu eletto re dei Romani il giorno successivo.

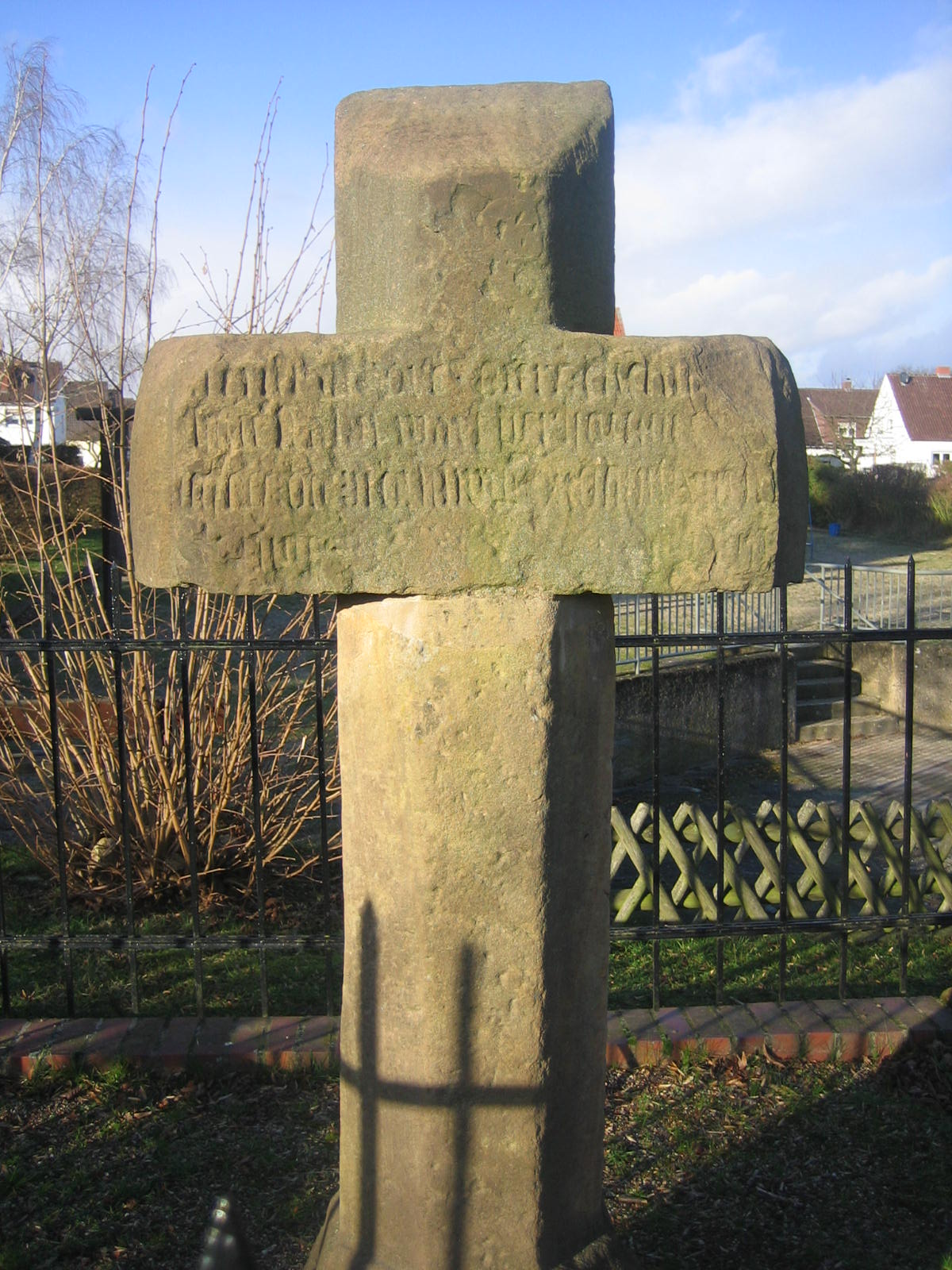
La "Kaiserkreuz", a Kleinenglis

L'evento certo è invece l'assassinio di Federico, perpetrato, durante il suo viaggio di ritorno da Francoforte, dal conte Enrico VII di Waldeck tramite i suoi sicari, tra cui Friedrich von Hertingshausen e Konrad von Falkenberg. L'omicidio potrebbe essere servito ad eliminarlo in quanto pericoloso candidato imperiale, ma è possibile che l'intera storia dell'elezione reale sia stata creata ad arte per dare un motivo alla sua morte. In sua memoria fu eretta una croce di pietra ("Kaiserkreuz") a Kleinenglis, vicino a Fritzlar, nel punto esatto in cui fu ucciso. Per ordine di re Roberto, gli assassini dovettero donare un altare nella Chiesa di San Pietro di Fritzlar per espiare le proprie colpe. Federico fu sepolto nel Duomo di Brunswick.

## Matrimonio e discendenza
Federico sposò nel 1386 Anna di Sassonia-Wittenberg (... - 1388), figlia del duca Venceslao I di Sassonia-Wittenberg. La coppia ebbe due figlie:
- Caterina (... - 1439), sposò Enrico XXIV, conte di Schwarzburg-Sondershausen
- Anna (... - 1432), sposò Federico IV d'Asburgo, detto "Tascavuota", Conte del Tirolo.

## Ascendenza
|                                      |                                |                                            | Genitori                             |  |  | Nonni |  |  | Bisnonni                         |  |  | Trisnonni                       |  |
|                                      |                                |                                            |                                      |  |  |       |  |  | Alberto II di Brunswick-Lüneburg |  |  | Alberto I di Brunswick-Lüneburg |  |
|                                      |                                |                                            |                                      |  |  |       |  |  | Alberto II di Brunswick-Lüneburg |  |  | Alberto I di Brunswick-Lüneburg |  |
|                                      |                                | Adelaide del Monferrato                    |                                      |  |  |       |  |  | Alberto II di Brunswick-Lüneburg |  |  |                                 |  |
| Magnus I di Brunswick-Wolfenbüttel   |                                |                                            |                                      |  |  |       |  |  | Alberto II di Brunswick-Lüneburg |  |  |                                 |  |
|                                      |                                | Rixa di Werle                              | Enrico I di Werle                    |  |  |       |  |  |                                  |  |  |                                 |  |
|                                      |                                | Rixa di Werle                              | Enrico I di Werle                    |  |  |       |  |  |                                  |  |  |                                 |  |
|                                      |                                | Rixa di Werle                              | Rikissa Birgersdotter                |  |  |       |  |  |                                  |  |  |                                 |  |
| Magnus II di Brunswick-Wolfenbüttel  |                                | Rixa di Werle                              |                                      |  |  |       |  |  |                                  |  |  |                                 |  |
|                                      |                                | Enrico I, Margravio di Brandeburgo-Stendal | Giovanni I, Margravio di Brandeburgo |  |  |       |  |  |                                  |  |  |                                 |  |
|                                      |                                | Enrico I, Margravio di Brandeburgo-Stendal | Giovanni I, Margravio di Brandeburgo |  |  |       |  |  |                                  |  |  |                                 |  |
|                                      |                                | Enrico I, Margravio di Brandeburgo-Stendal | Jutta di Sassonia                    |  |  |       |  |  |                                  |  |  |                                 |  |
| Sofia di Brandeburgo                 |                                | Enrico I, Margravio di Brandeburgo-Stendal |                                      |  |  |       |  |  |                                  |  |  |                                 |  |
|                                      |                                | Agnese di Baviera                          | Ludovico II del Palatinato           |  |  |       |  |  |                                  |  |  |                                 |  |
|                                      |                                | Agnese di Baviera                          | Ludovico II del Palatinato           |  |  |       |  |  |                                  |  |  |                                 |  |
|                                      |                                | Agnese di Baviera                          | Matilde d'Asburgo                    |  |  |       |  |  |                                  |  |  |                                 |  |
| Federico I di Brunswick-Wolfenbüttel |                                | Agnese di Baviera                          |                                      |  |  |       |  |  |                                  |  |  |                                 |  |
|                                      | Bernardo II di Anhalt-Bernburg | Bernardo I di Anhalt-Bernburg              |                                      |  |  |       |  |  |                                  |  |  |                                 |  |
|                                      | Bernardo II di Anhalt-Bernburg | Bernardo I di Anhalt-Bernburg              |                                      |  |  |       |  |  |                                  |  |  |                                 |  |
|                                      | Bernardo II di Anhalt-Bernburg | Sofia di Danimarca                         |                                      |  |  |       |  |  |                                  |  |  |                                 |  |
| Bernardo III di Anhalt-Bernburg      | Bernardo II di Anhalt-Bernburg |                                            |                                      |  |  |       |  |  |                                  |  |  |                                 |  |
|                                      |                                | Elena di Rügen                             | Vitislav II di Rügen                 |  |  |       |  |  |                                  |  |  |                                 |  |
|                                      |                                | Elena di Rügen                             | Vitislav II di Rügen                 |  |  |       |  |  |                                  |  |  |                                 |  |
|                                      |                                | Elena di Rügen                             | Agnese di Brunswick-Lüneburg         |  |  |       |  |  |                                  |  |  |                                 |  |
| Caterina di Anhalt-Bernburg          |                                | Elena di Rügen                             |                                      |  |  |       |  |  |                                  |  |  |                                 |  |
|                                      |                                | Rodolfo I di Sassonia-Wittenberg           | Alberto II di Sassonia               |  |  |       |  |  |                                  |  |  |                                 |  |
|                                      |                                | Rodolfo I di Sassonia-Wittenberg           | Alberto II di Sassonia               |  |  |       |  |  |                                  |  |  |                                 |  |
|                                      |                                | Rodolfo I di Sassonia-Wittenberg           | Agnese d'Asburgo                     |  |  |       |  |  |                                  |  |  |                                 |  |
| Agnese di Sassonia                   |                                | Rodolfo I di Sassonia-Wittenberg           |                                      |  |  |       |  |  |                                  |  |  |                                 |  |
|                                      |                                | Jutta del Brandeburgo                      | Ottone V di Brandenburgo-Salzwedel   |  |  |       |  |  |                                  |  |  |                                 |  |
|                                      |                                | Jutta del Brandeburgo                      | Ottone V di Brandenburgo-Salzwedel   |  |  |       |  |  |                                  |  |  |                                 |  |
|                                      |                                | Jutta del Brandeburgo                      | Jutta di Hennenberg                  |  |  |       |  |  |                                  |  |  |                                 |  |
|                                      |                                | Jutta del Brandeburgo                      |                                      |  |  |       |  |  |                                  |  |  |                                 |  |